# Hasparren
Hasparren (en euskera: Hazparne) es una localidad y comuna francesa situada en el departamento de Pirineos Atlánticos, en la región de Nueva Aquitania y el territorio histórico vascofrancés de Labort. 
Otros nombres de la comuna han sido Ahezbarrene en 1247, Ayzparrena de Labort en 1264, y Ahezparren en 1265.

## Geografía
Recorrida por el río Ardanabia, limita al norte con Briscous y Urt, con Cambo-les-Bains, Halsou, Jatxou y Mouguerre al oeste, Macaye, Mendionde y Bonloc al sur y con Ayherre y La Bastide-Clairence al este.

## Heráldica
En campo de azur, una cruz angrelada de oro, cargada de una panela de gules.

## Historia
En Hasparren se conserva una estela fechada a finales del siglo III celebrando la creación de la provincia romana de Novempopulania por el magíster Verus de acuerdo con la reforma diocleciana, separándose del resto de las Galias:
Flamen item du(u)muir quaestor pagiq. magister
Verus ad Augustum legato munere functus
pro novem optinuit populis seiungere Gallos
Urbe redux genio pagi hanc dedicat aram.
Durante la Edad Media, Ahaizparrena, protegida por los castillos de Zalduzahar (1125) y de Zalduberri (1310) era una etapa de la ruta del Camino francés de Santiago de Compostela.
La localidad se especializó primero en la industria del cuero, pasando posteriormente a ser un centro de producción de calzado hasta los años 1970 para convertirse más tarde en destino turístico de la región.

## Demografía
| Gráfica de evolución demográfica de Hasparren entre 1800 y 2012 |
|                                                                 |

Fuentes: Ldh/EHESS/Cassini e INSEE.

## Personalidades
- Pascual Harriague (1819-1894), viticultor que introdujo la variedad tannat en Uruguay.
- Francis Jammes, poeta nacido en Tournay en 1868, falleció aquí en 1938; sus restos yacen en el cementerio. Existe un museo dedicado a él.
- Romain Sicard, ciclista nacido en Bayona en 1988.
- Martin Larralde Ithurbide "Bordaxuri"(1782-1821), poeta euskaldún, autor de Galerianoaren Kuntuak.